# Eijsden (plaats)
Eijsden (Limburgs: Eèsjde) is een grensplaats aan de rivier de Maas in het uiterste zuidwesten van de Nederlandse regio Zuid-Limburg. Tot 1 januari 2011 vormde het dorp samen met Gronsveld en een aantal andere kernen de gemeente Eijsden. Het dorp heeft ruim 9.720 inwoners en is daarmee de grootste kern van de gemeente Eijsden-Margraten.

## Etymologie
De naam Eijsden is vermoedelijk afgeleid van het Germaanse woord voor "espenbos". De Latijnse naam zou dan Haspere geweest kunnen zijn.

## Geschiedenis
Van enkele in de bodem aangetroffen restanten wordt vermoed dat het bebouwing uit de Romeinse tijd, dus rond het begin van de jaartelling, betreft. Een fraaie zilveren armband dateert waarschijnlijk uit dezelfde tijd en bevindt zich thans in het Limburgs Museum in Venlo.
Meer zekerheid bestaat ten aanzien van de stelling, dat in de middeleeuwen sprake was van een nederzetting, zodat ervan uitgegaan mag worden, dat het hier een van de oudere plaatsen in Nederland betreft. Uit die tijd stamt ook de motte van Eijsden die in 2009 bij de Martinuskerk werd opgegraven. Nog in de middeleeuwen groeide deze nederzetting uit tot een dorp. In 1213 was Eijsden een heerlijkheid die onderdeel was van het hertogdom Limburg. In 1288 kwam de heerlijkheid Eijsden in Brabantse handen. Nadien werd de plaats tussen 1375 en 1626 verpacht aan verscheidene Limburgse edelen.

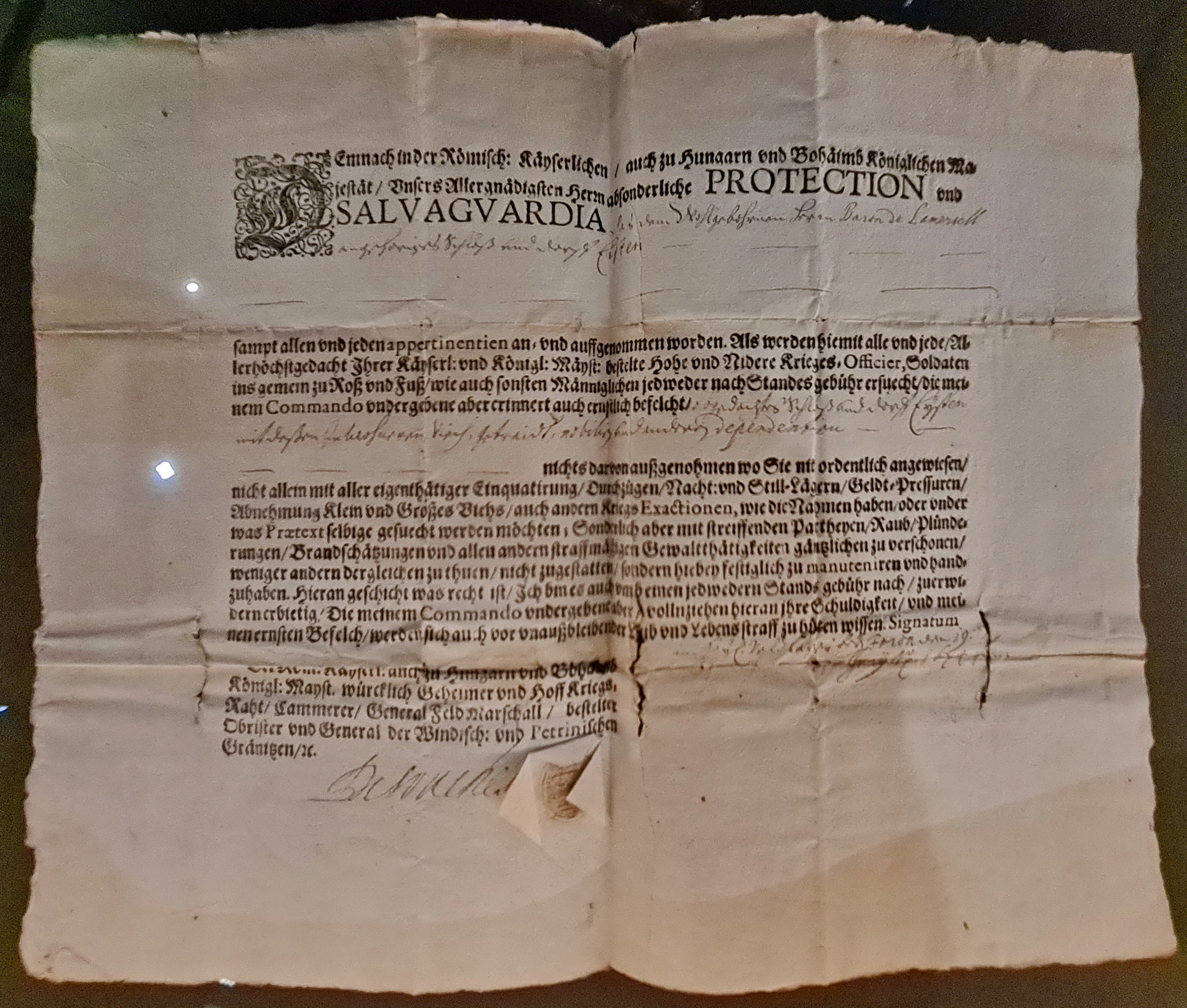
Sauvegarde van Jean-Louis Raduit de Souches, namens de Duitse keizer, voor de burgers van Eijsden, 19 juni 1674

In 1626 verwierf Jan de la Margelle de heerlijke rechten. Aan de zuidgrens van de heerlijkheid bij de Maas lag het landhuis van de heren van Elven. Hier werd na 1632 het Fort Navagne (of Elvenschans) gebouwd. In het Partagetraktaat van 1661 werd Eijsden aan de Staten-Generaal toegewezen. Het Fort Navagne werd afgesplitst en bleef Spaans. In deze periode had Eijsden en het omliggende platteland veel te lijden van de diverse belegeringen van Maastricht.
Desondanks ontwikkelde Eijsden zich in de staatse tijd tot een bloeiende handelsplaats, vooral omdat het als overslagplaats ging fungeren in de Maasscheepvaart. Verschillende Hollandse en Joodse kooplieden vestigden er zich. Met de komst van de Fransen in 1794 kwam aan deze bloeitijd een einde. 
Tot 1814 maakte Eijsden deel uit van het departement Nedermaas, dat tot de Eerste Franse Republiek (later Keizerrijk) behoorde. Na van 1815 tot 1830 tot het Verenigd Koninkrijk der Nederlanden te hebben behoord, viel het ten gevolge van de Belgische Opstand aan België toe. Sinds 1839 is Eijsden Nederlands.
Op zondag 10 november 1918, aan het eind van de Eerste Wereldoorlog, stak (ex-)keizer Wilhelm II van Duitsland bij Eijsden de grens over, alwaar hij asiel aanvroeg. Na een dag wachten gaf de Nederlandse regering toestemming en kon Wilhelm per trein doorreizen naar zijn ballingsoord in de provincie Utrecht, waar hij in 1941 overleed. 
Eijsden was een van de eerste plaatsen in Nederland die tegen het einde van de Tweede Wereldoorlog bevrijd werd, door een onderdeel van de Amerikaanse Old Hickory-divisie. De eerste inwoners van Eijsden  die op 12 september 1944 bevrijd werden, waren leden van de familie Smeets, woonachtig op boerderij "De Muggehof" in de Eijsdense buurtschap Laag-Caestert.

## Economie

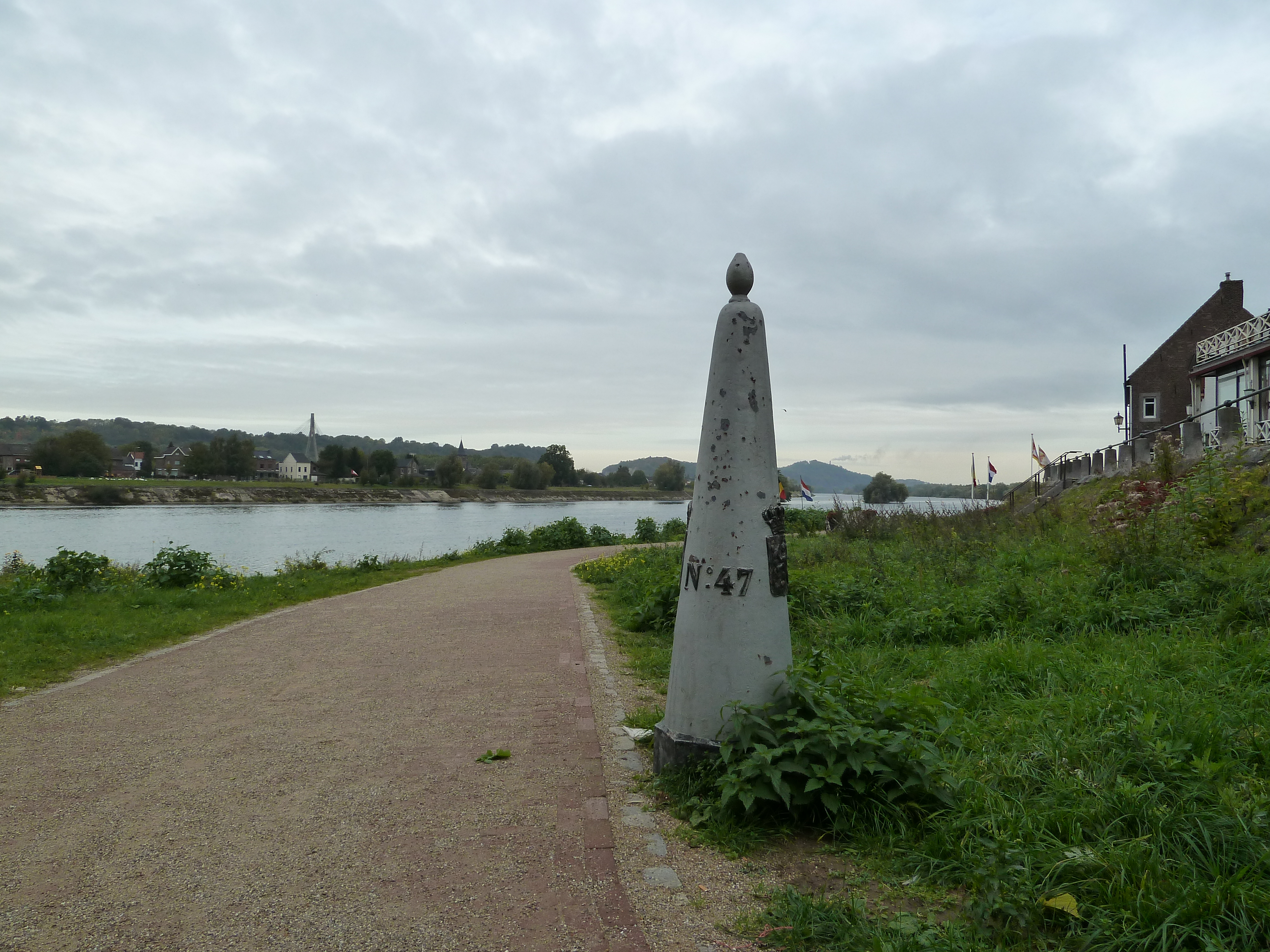
Grenspaal langs de Maas in Eijsden

Afgezien van enige bedrijvigheid die de grenspositie in de scheepvaart en het spoorwegverkeer met zich meebrachten, was de economie van Eijsden lange tijd hoofdzakelijk op landbouw gebaseerd. Met name de fruitteelt nam daarbij een nadrukkelijke positie in. Tot halverwege de 20e eeuw bevond zich in deze streek een van de grootste aaneengesloten fruitboomgebieden van Nederland. Inmiddels (anno 2015) is dat sterk gereduceerd, onder meer door woningbouw, ontgrindingen, industrialisatie en door de intensieve veehouderij.
De industrialisering deed omstreeks 1870 haar intrede in Eijsden met de vestiging van een chemische fabriek van de Maastrichtsche Zinkwit Maatschappij, die gesticht was door een Waalse ingenieur. Zinkwit, dat uit zinkertshoudend gesteente wordt gewonnen, dient als grondstof bij de productie van onder andere verf en rubber. Naast luchtverontreiniging leverde deze bedrijvigheid op het hoogtepunt ongeveer 700 arbeidsplaatsen op. Rond 2015 is dit teruggelopen tot zo'n 65. Het bedrijf maakt onder de naam Umicore Nederland deel uit van de Belgische Umicore-groep. Op een ander deel van het Zinkwit-terrein produceert PQ Silicas zeoliet en silicaten. Dit bedrijf heeft ongeveer 160 werknemers.
Eijsden heeft het karakter van een forenzenplaats gekregen, waarbij een aanzienlijk deel van de beroepsbevolking in het naburige Maastricht werkzaam is.

## Toerisme en bezienswaardigheden
Onder meer de komst van een nieuw museum (Het Ursulinenconvent) en een veerpont hebben ervoor gezorgd dat het toerisme steeds belangrijker wordt in Eijsden.

### Beschermd dorpsgezicht
De kern van Eijsden is onderdeel van het rijksbeschermd gezicht Eijsden. Tot dit beschermd dorpsgezicht worden gerekend het kasteel van Eijsden, de Maaskade het Bat, de Diepstraat, de Kerkstraat en de Vroenhof. Eijsden (met Hoog en Laag-Caestert) telt 88 rijksmonumenten (zie lijst van rijksmonumenten in Eijsden).

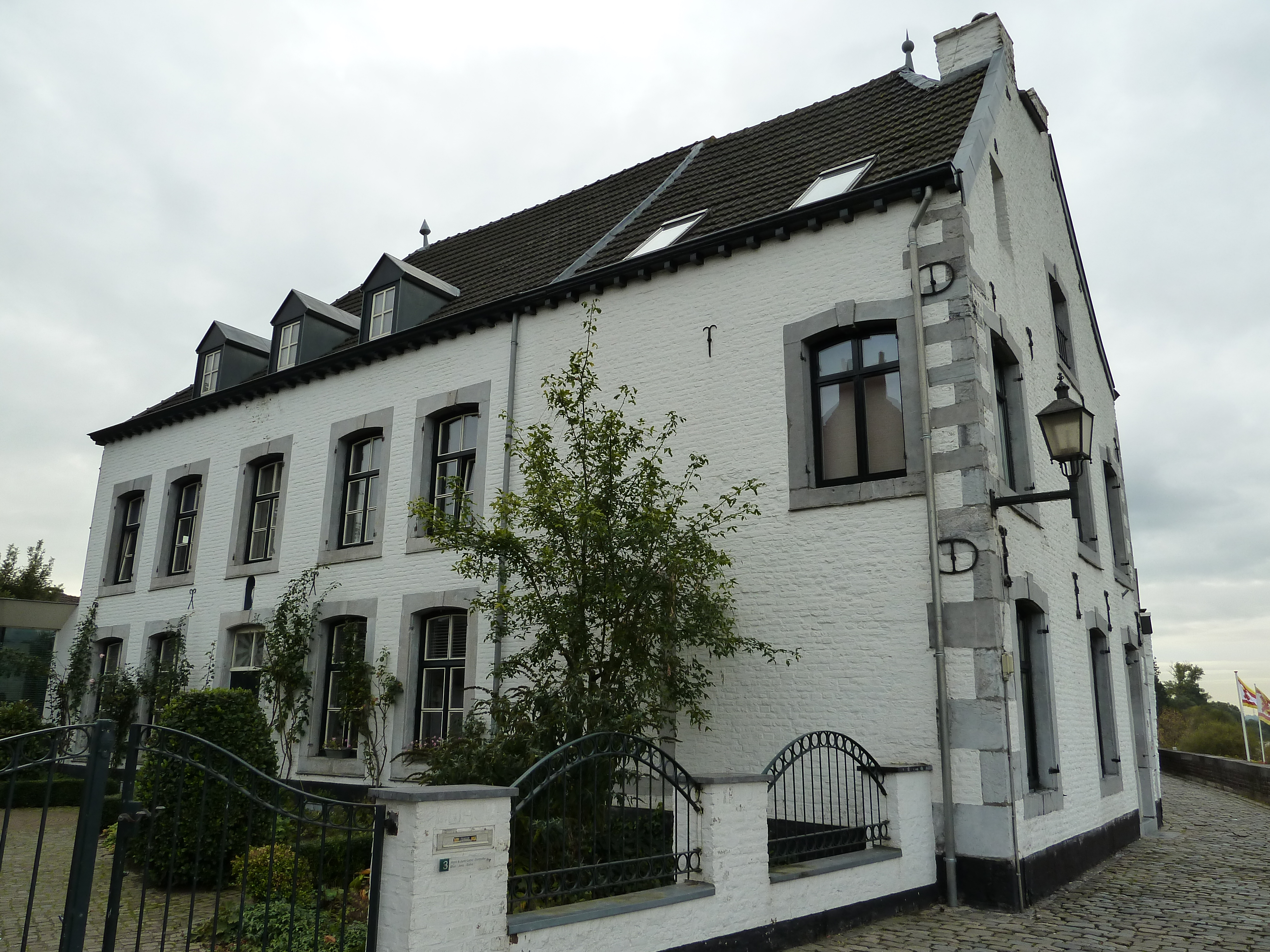
Bat 3-4
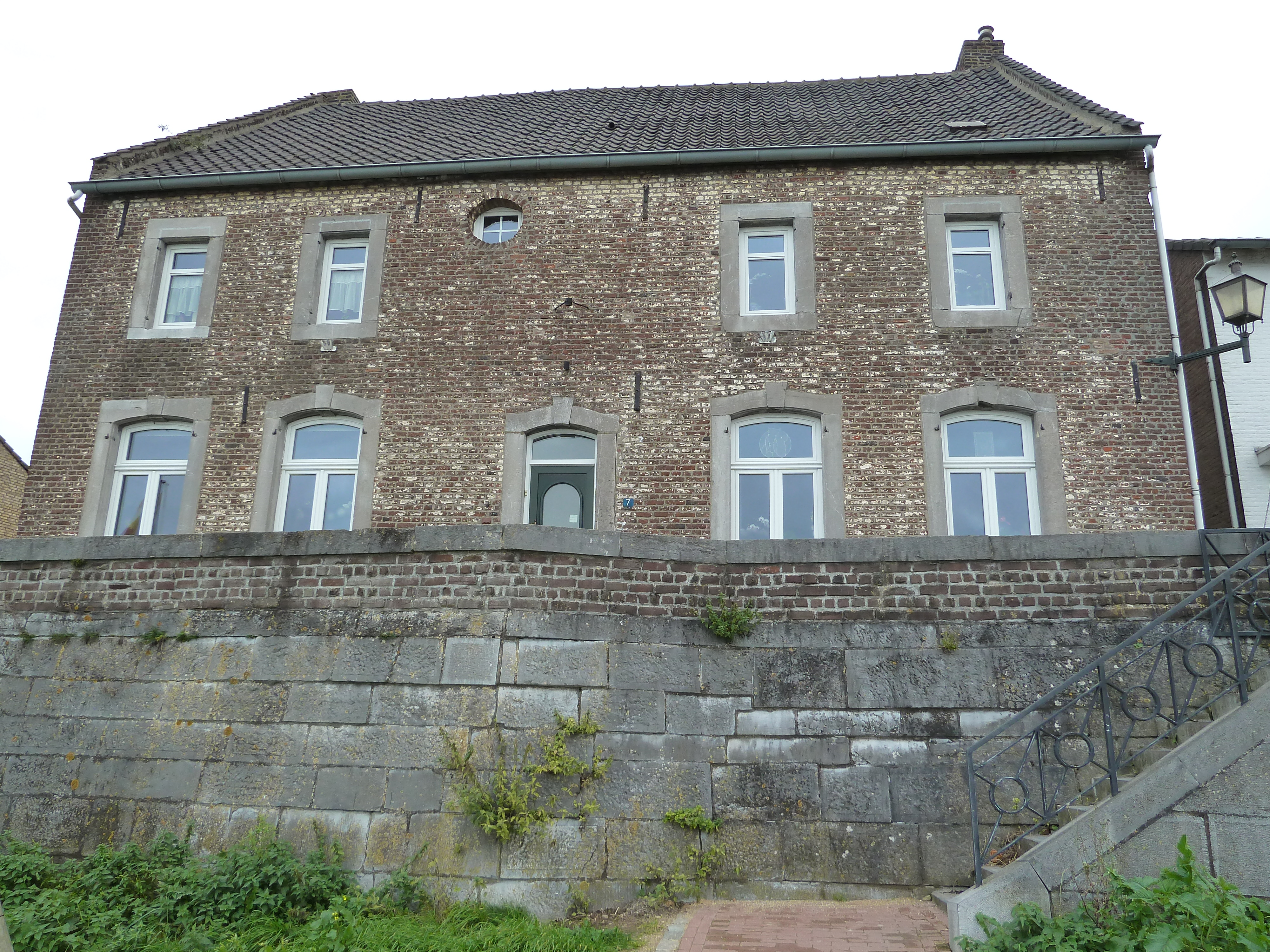
Bat 7
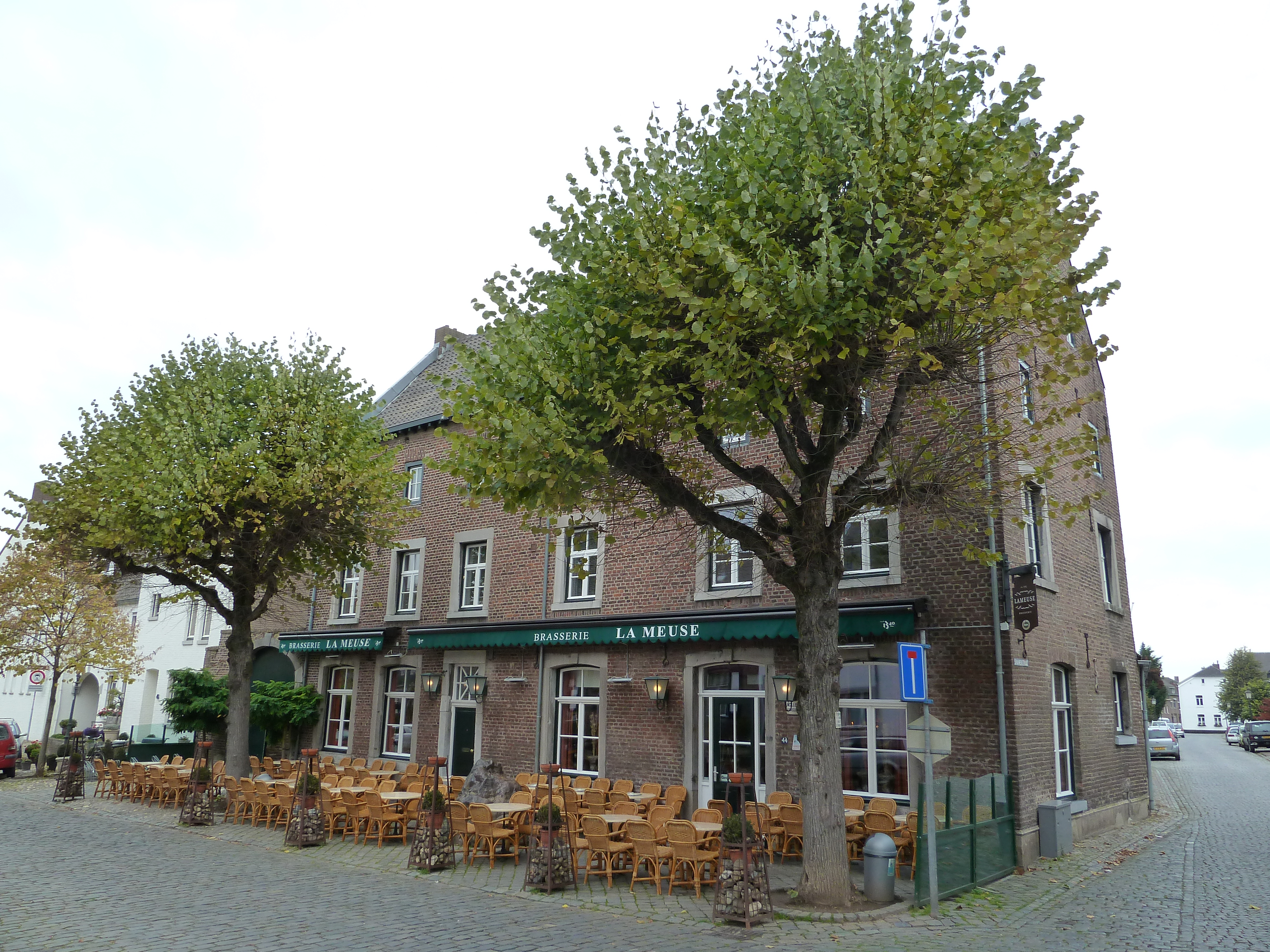
Diepstraat 44
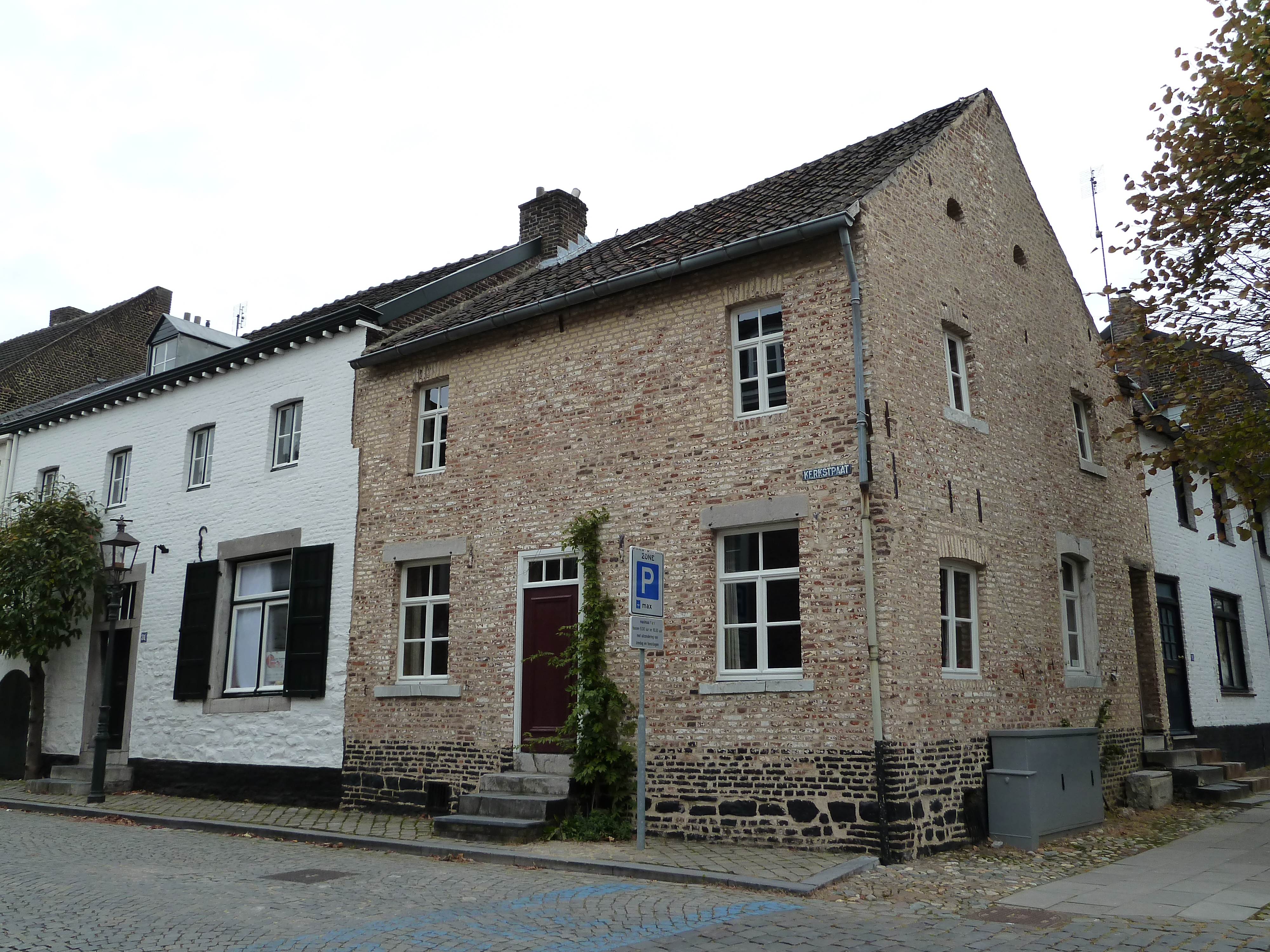
Kerkstraat 33

### Kasteel en watermolens
Kasteel Eijsden bevindt zich in de buurtschap Laag-Caestert. Het maakt deel uit van de Top 100 van de Rijksdienst voor de Monumentenzorg en wordt omringd door een fraai aangelegd park en enkele hoogstamboomgaarden. Vlak bij het kasteel liggen twee watermolens aan het riviertje de Voer: de Zaagwatermolen en de Graanmolen van Eijsden. Verder stroomopwaarts, in Hoog-Caestert, liggen de Breustermolen en de Muggemolen.

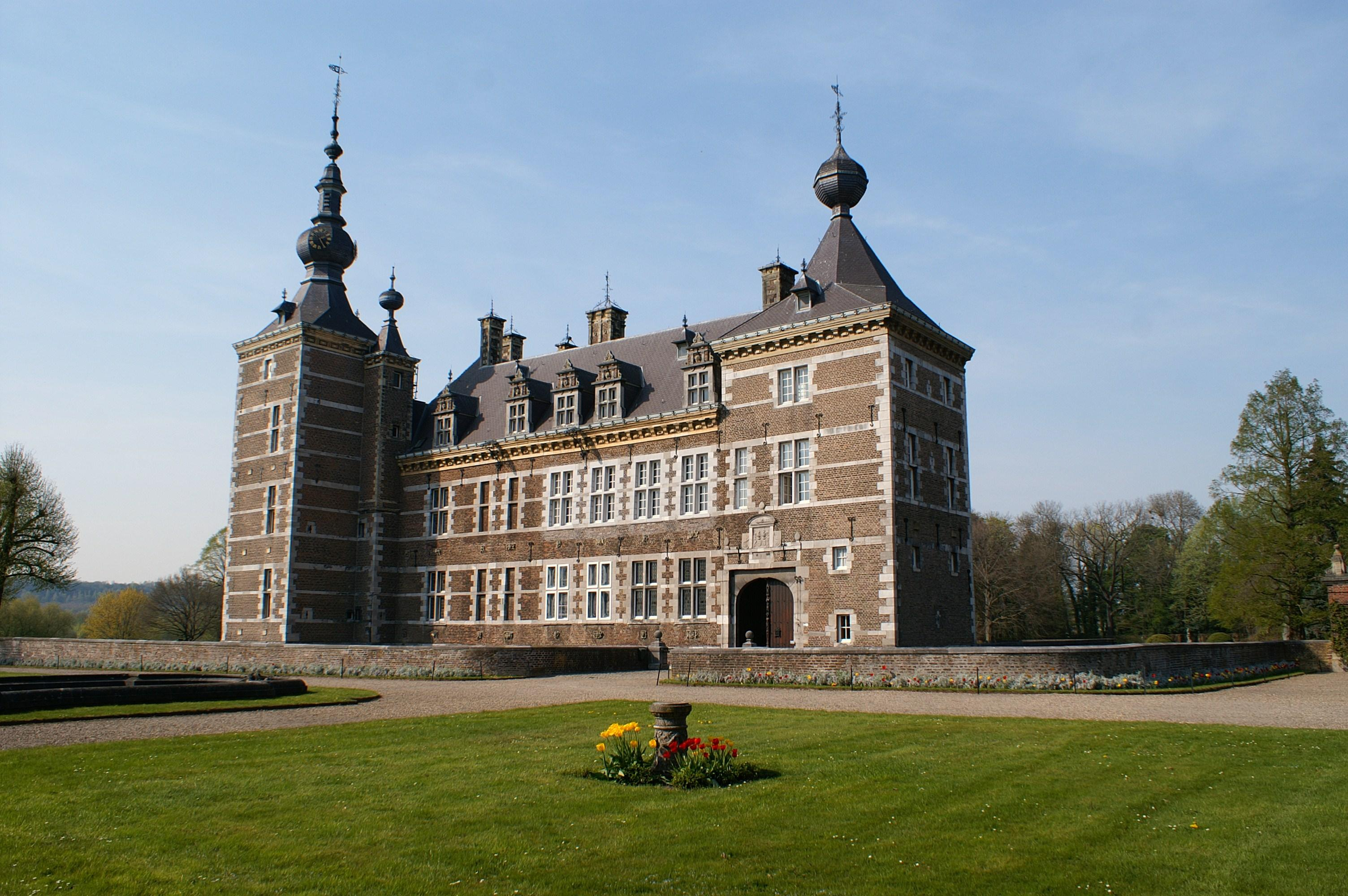
Kasteel Eijsden
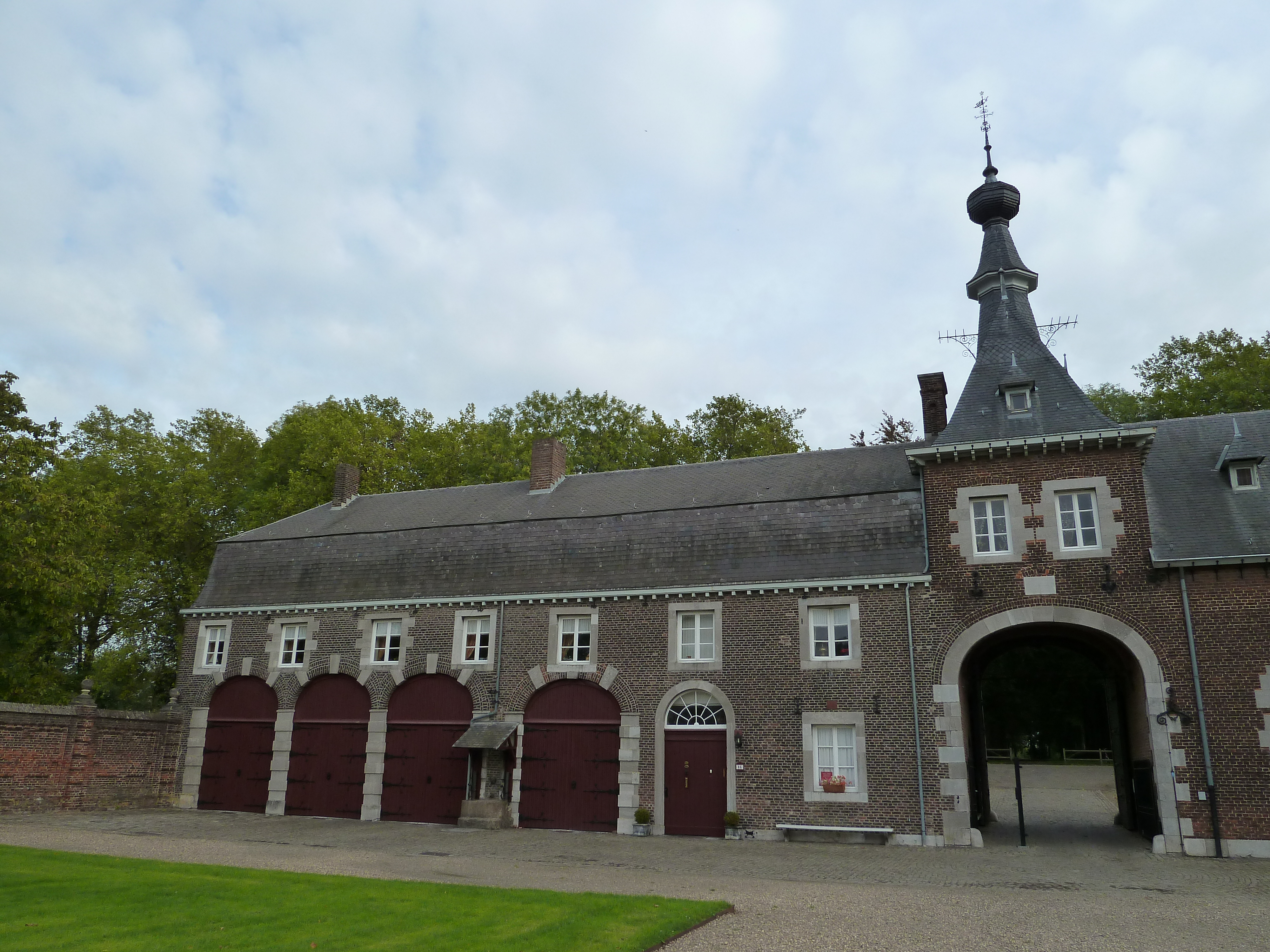
Voorburcht
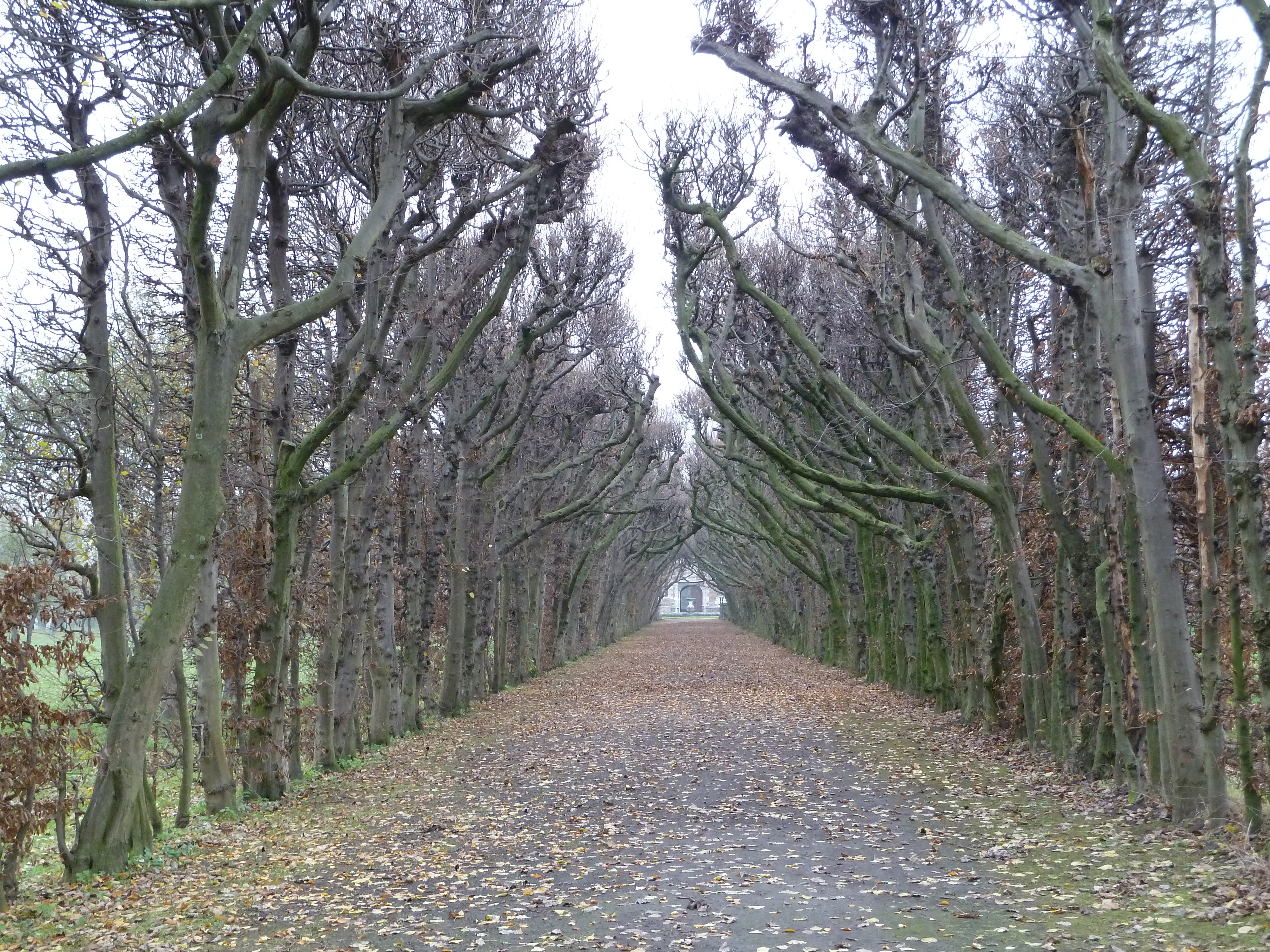
Kasteelpark
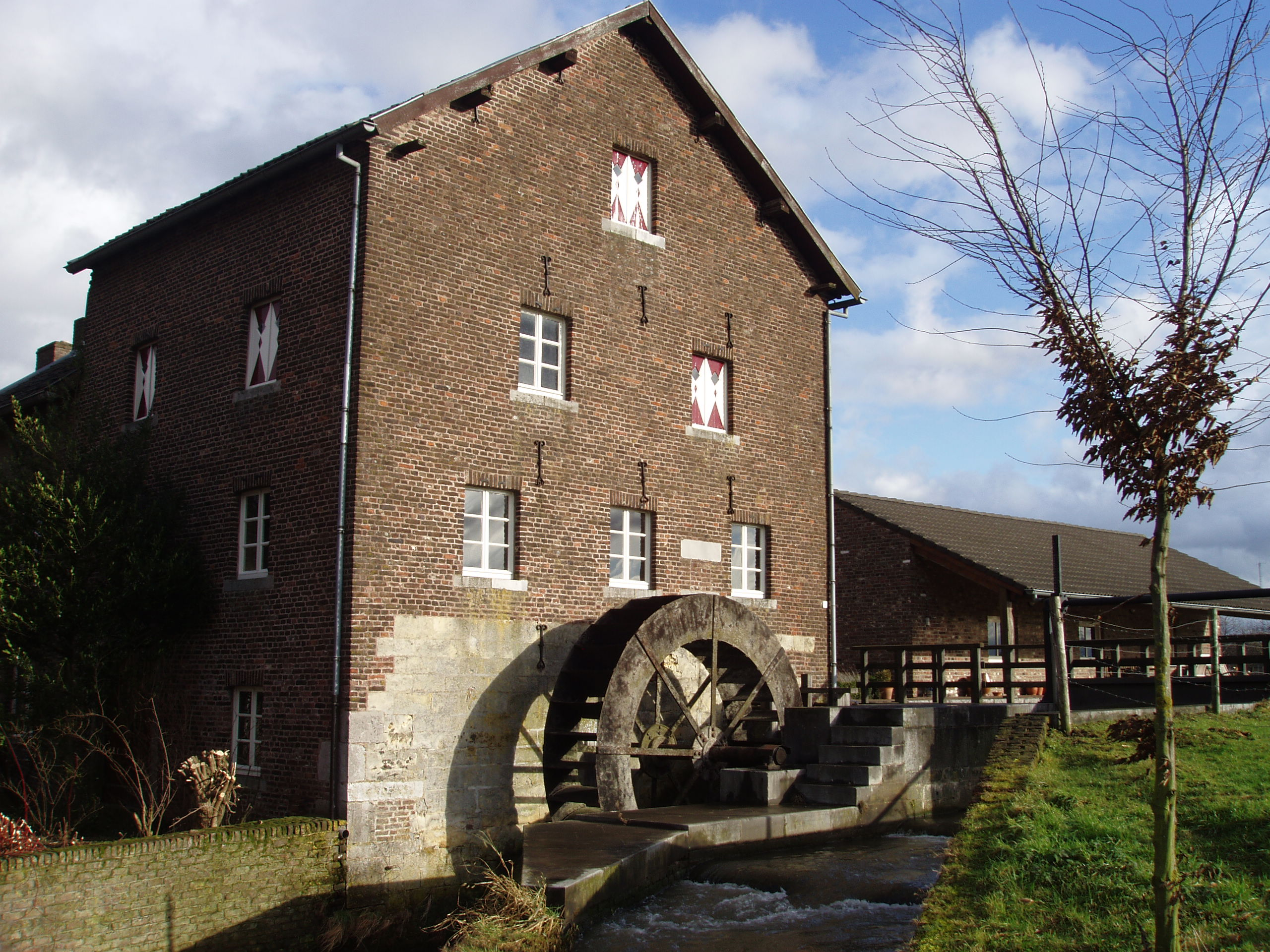
Graanmolen

### Religieuze gebouwen
In de kern van Eijsden bevinden zich verschillende kerken:
- De Sint-Christinakerk aan het Vroenhof
- De Sint-Martinuskerk aan het Kerkpad bij het Breusterhof
- De Protestantse kerk aan de Wilhelminastraat.
- De Mariakapel aan Kruisstraat-Caestertstraat.
- Daarnaast is er ook een voormalige synagoge en de Joodse begraafplaats.
- Het voormalige Ursulinenklooster, waarin zich onder meer het Internationaal Museum voor Familiegeschiedenis bevindt. In 2017 werd hier ook het Culinair Historisch Centrum voor Zuid-Limburg, met een eigen bierbrouwerij en kaasmakerij, geopend. Naast het klooster ligt het Ursulinenpark, waarin onder andere een Heilig Hartbeeld, een Lourdesgrot en een begraafplaats met kerkhofkapel te vinden zijn.

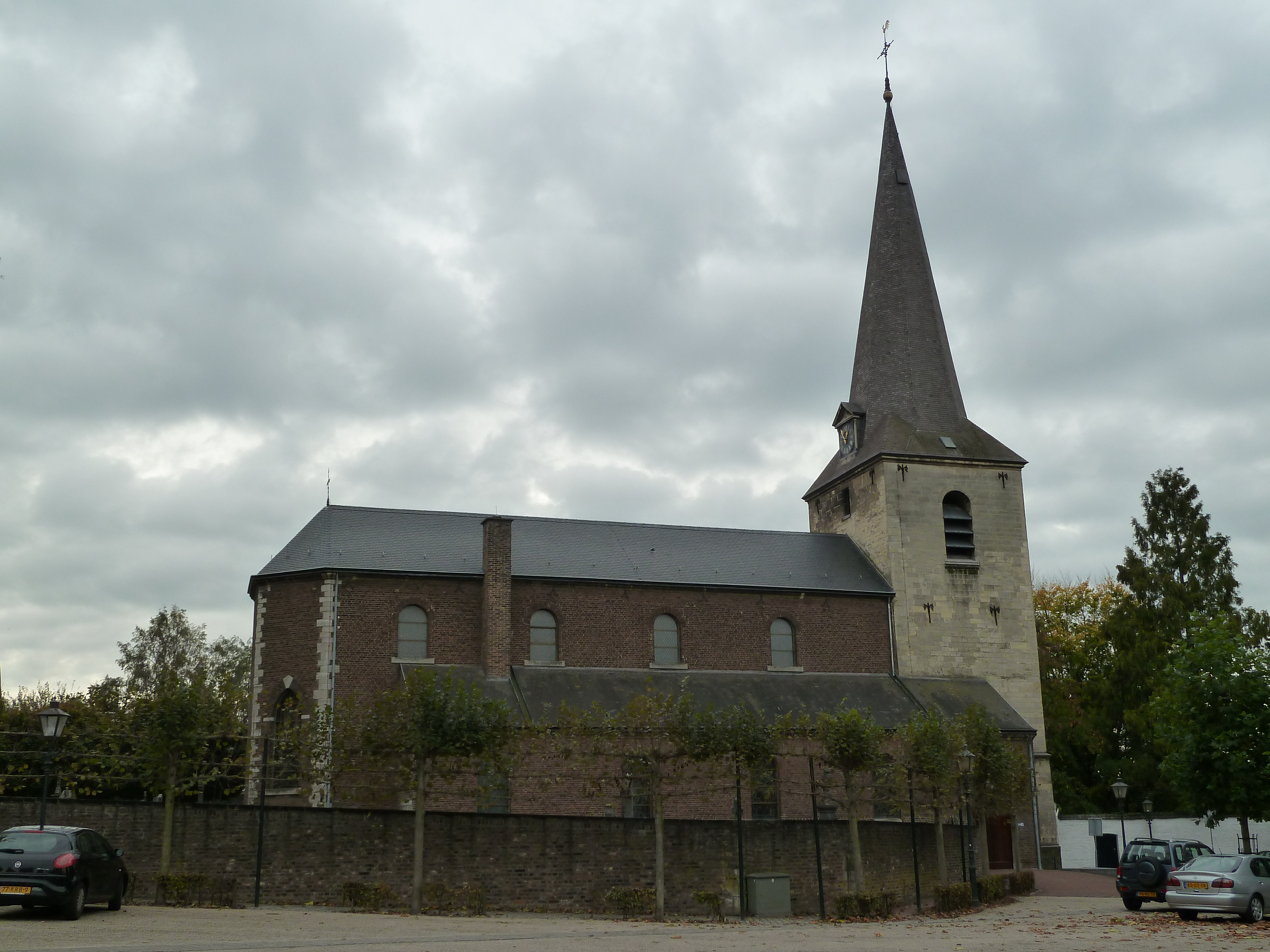
Christinakerk
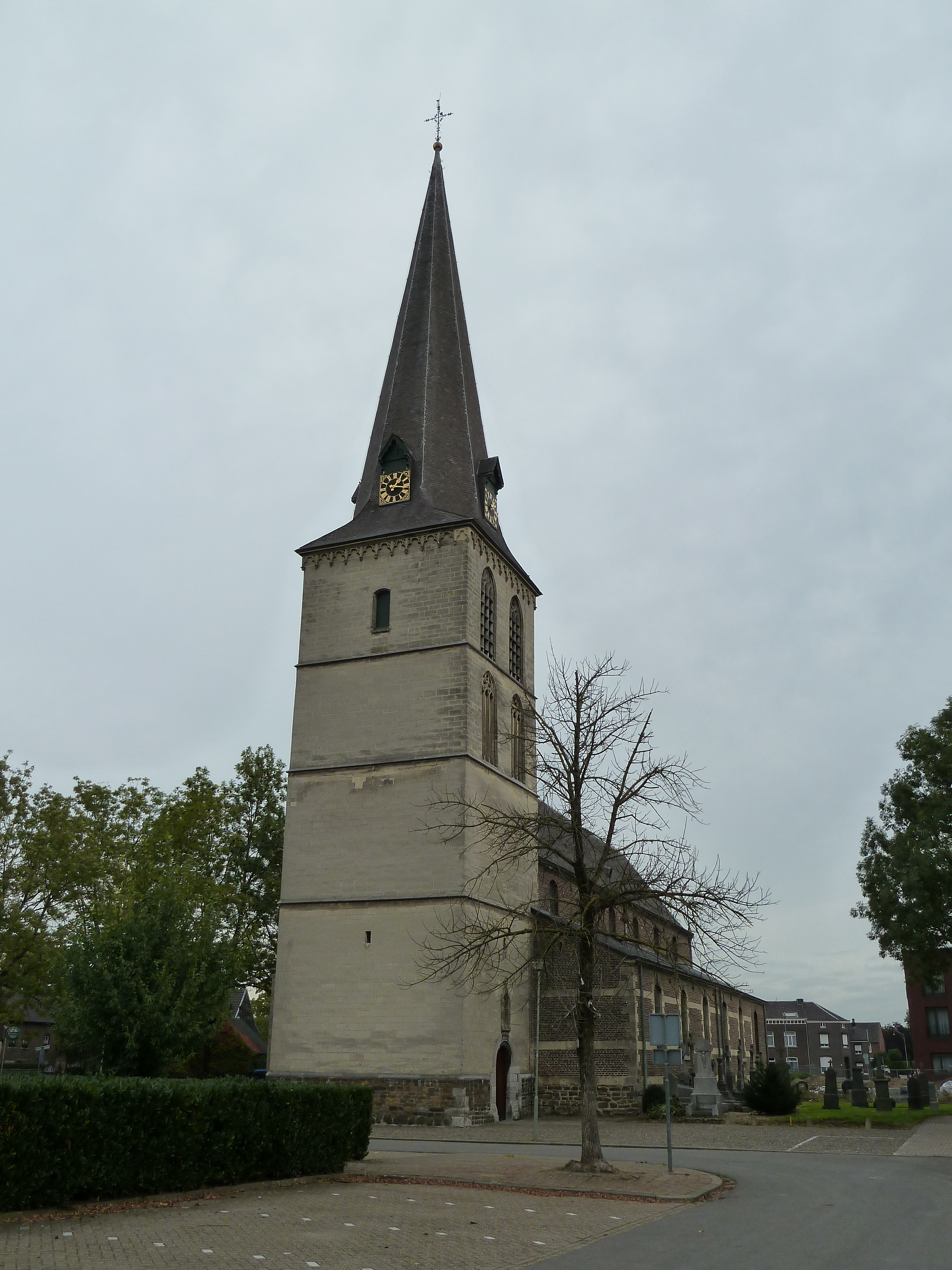
Martinuskerk
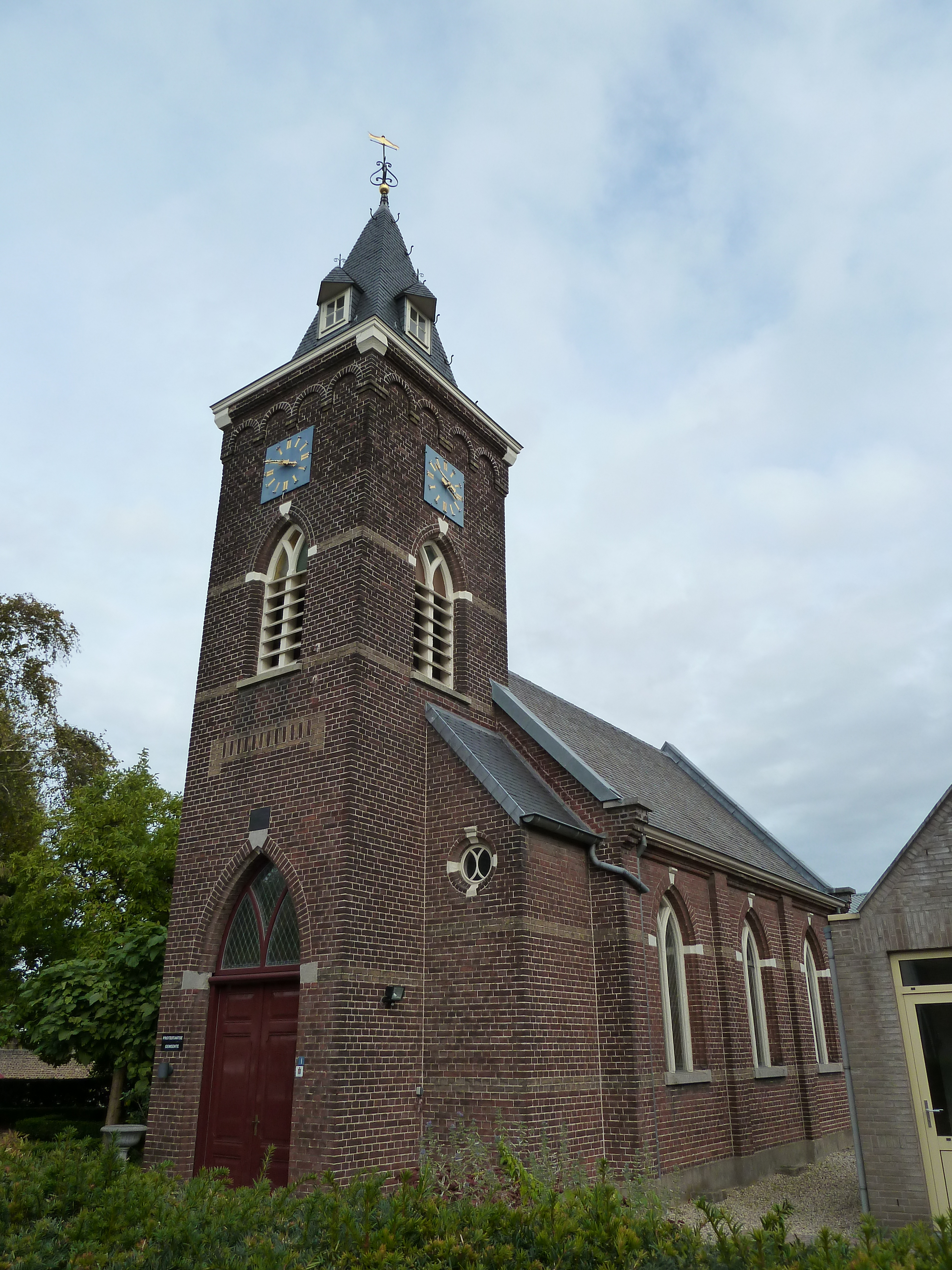
Hervormde kerk
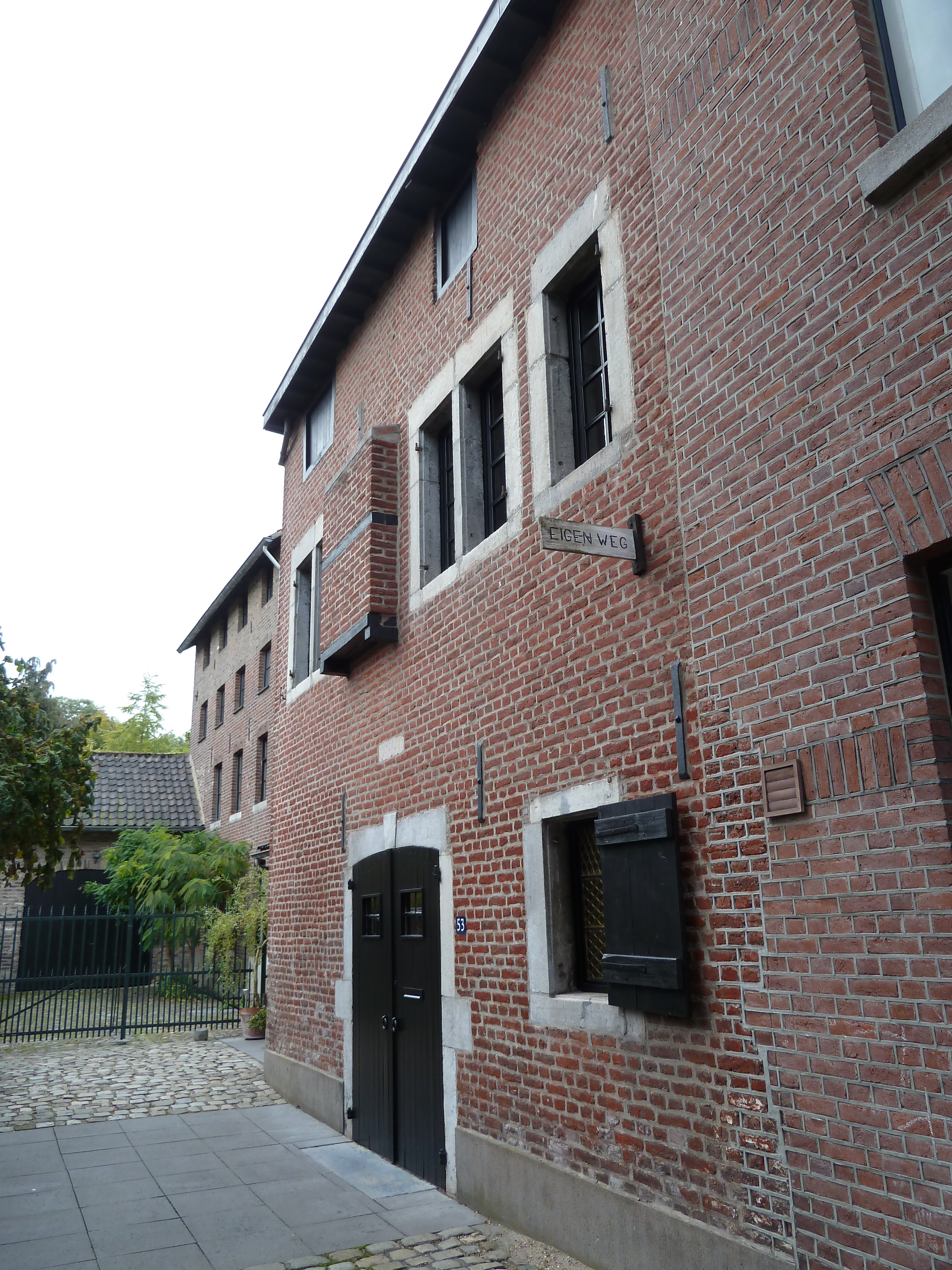
Voormalige synagoge

### Overige bezienswaardigheden
- In de Breusterstraat bevinden zich twee voormalige raadhuizen van de inmiddels opgeheven gemeente Eijsden. Eén ervan is het voormalige Ursulinenklooster, nu museum (zie hierboven).
- Het hoofdkantoor van de Maastrichtsche Zinkwit Maatschappij uit 1928 behoort, samen met een tweetal laat-19e-eeuwse villa's aan de Prins Hendrikstraat, tot de jongere rijksmonumenten in Eijsden.

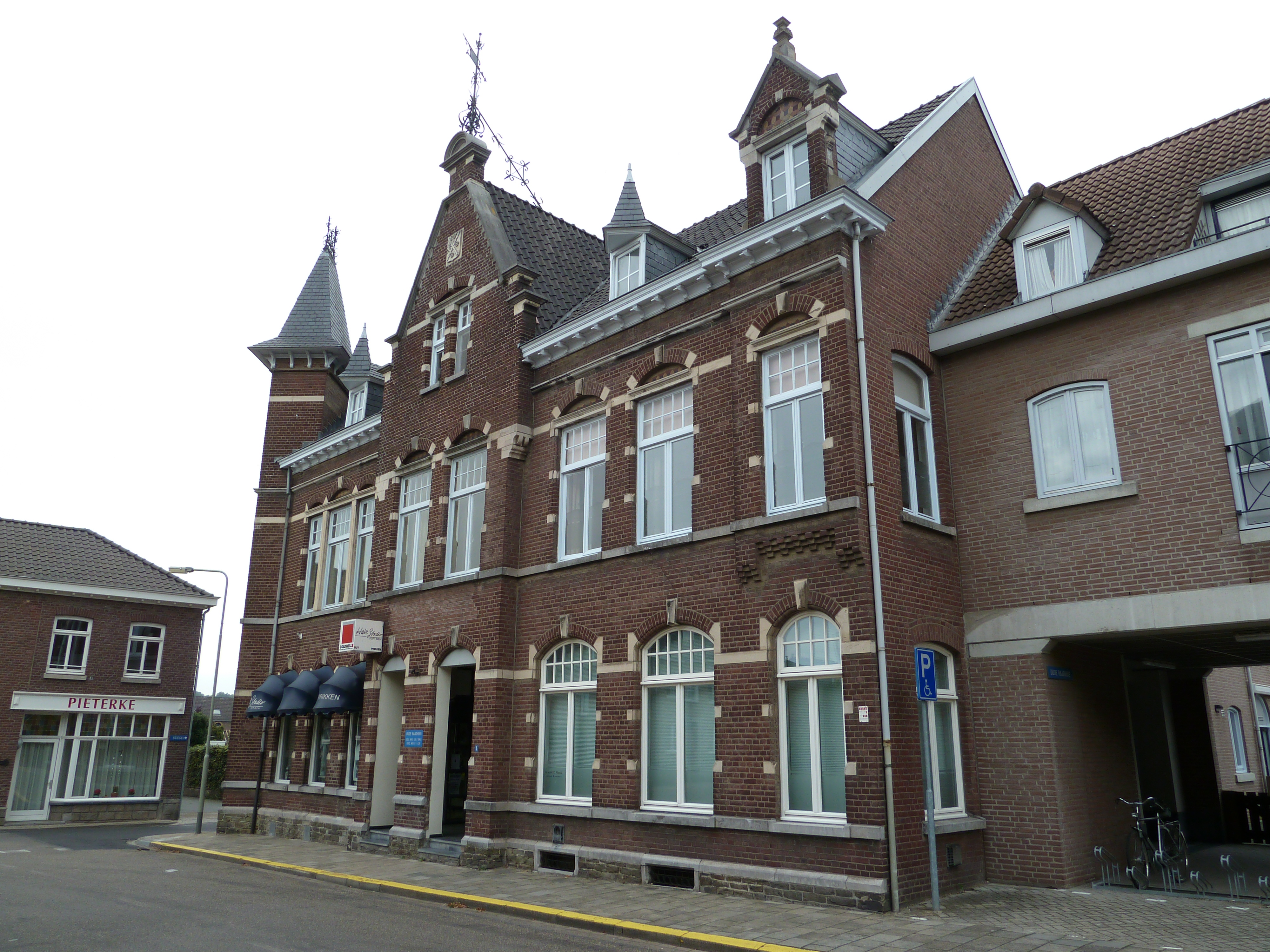
Oude raadhuis
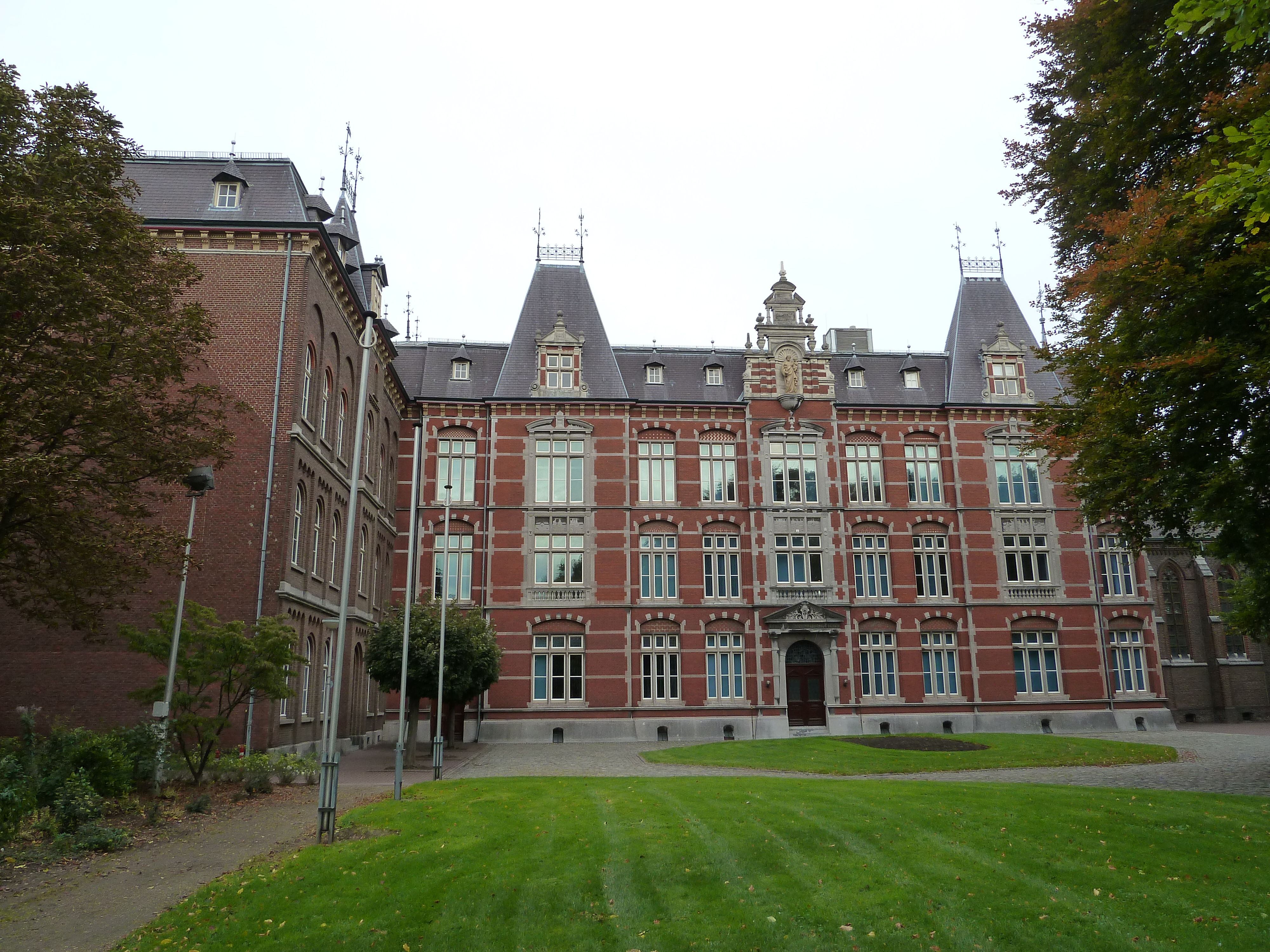
Ursulinenklooster
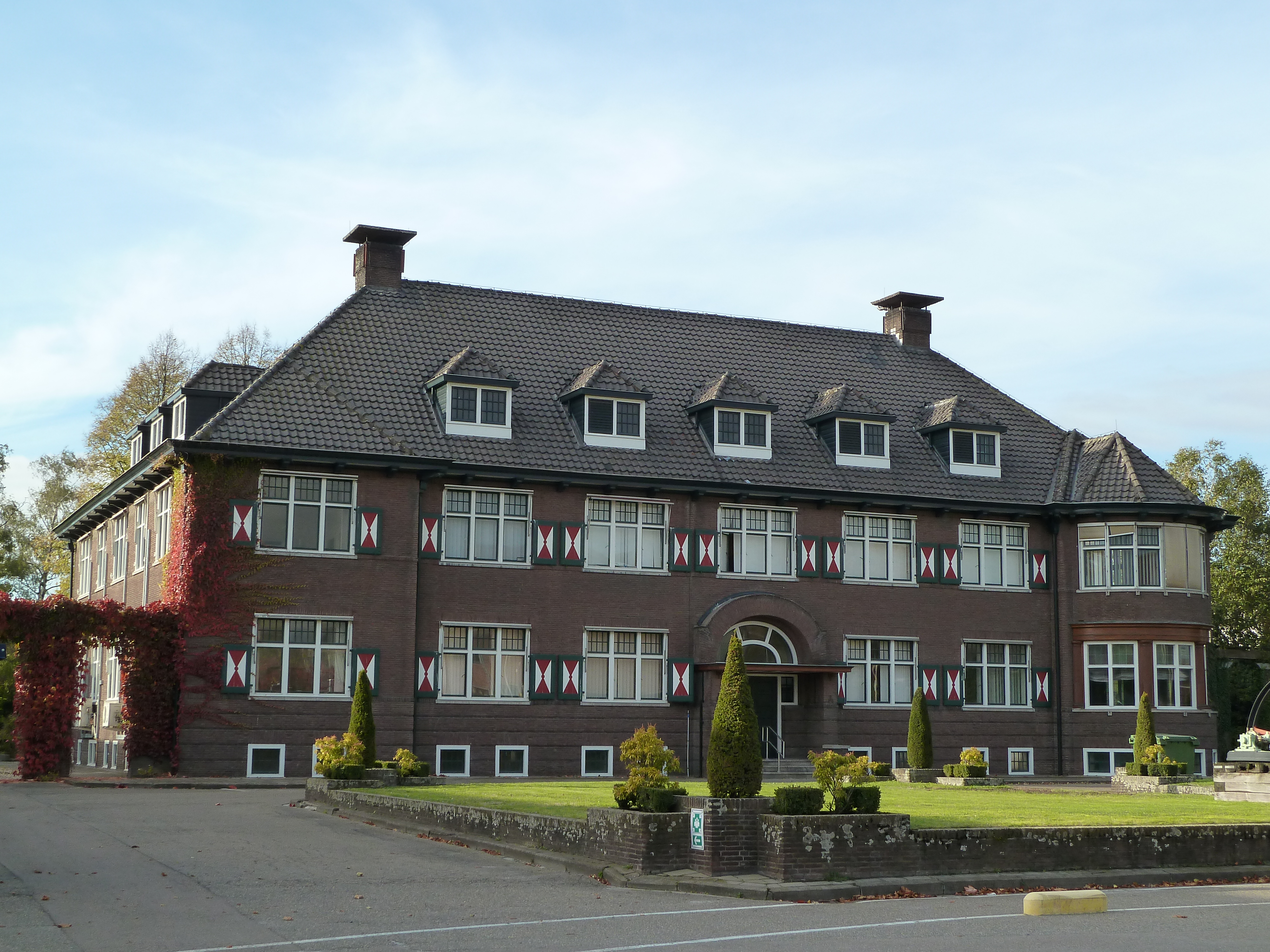
Kantoor Zinkwitfabriek
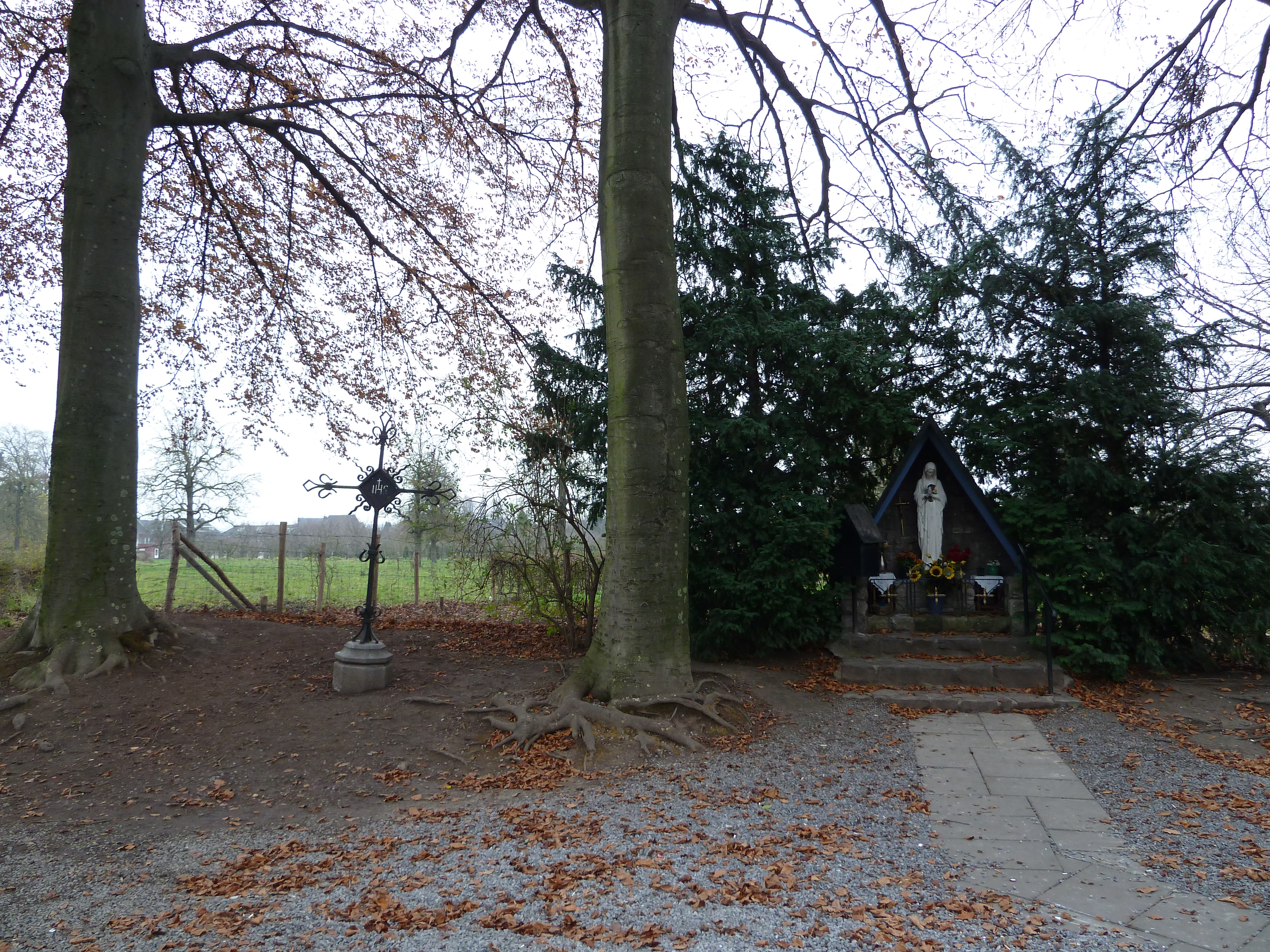
Wegkruis en Mariakapel

## Natuur en landschap
Eijsden bevindt zich in het Maasdal op een hoogte van ongeveer 51 meter. Het dorp ligt direct aan de Maas, met aan de overkant de Waalse plaats Ternaaien (Lanaye). Ten noorden van het dorp bevindt zich in de uiterwaarden van de rivier het natuurgebied Eijsder Beemden. In de omgeving van Eijsden, met name rond het kasteel Eijsden, bevinden zich nog relatief veel hoogstamboomgaarden en meidoornhagen. Ten noordoosten van het dorp stijgt de dalwand van het Maasdal omhoog naar het Plateau van Margraten met op de hellingen ervan het Savelsbos. Ten oosten van Eijsden ligt het droogdal Herkenradergrub dat ruim twee kilometer in dit plateau insnijdt.

## Vervoer en communicatie

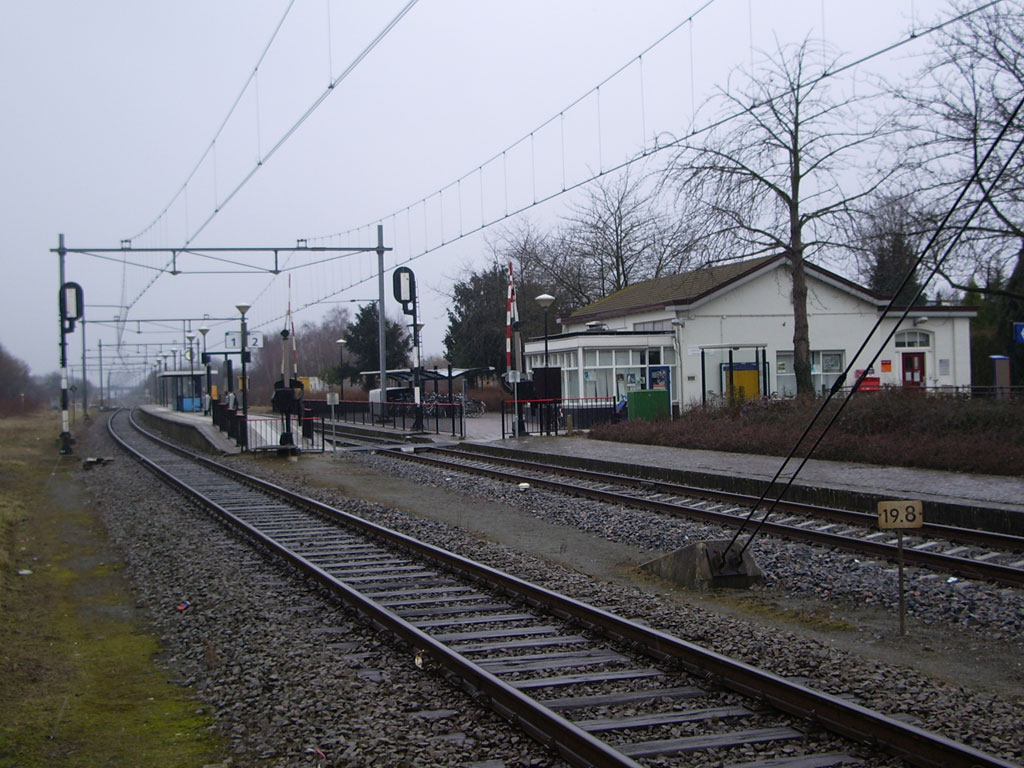
Station Eijsden

### Spoorwegverbinding
Eijsden heeft een treinstation aan de spoorlijn 40 Luik - Maastricht. Tussen eind 2006 en eind 2011 werd het station niet bediend. Als reden hiervoor werd aangevoerd dat de internationale trein Maastricht - Brussel te lang zou zijn om op station Eijsden te kunnen stoppen. Niet alle inwoners van Eijsden waren het met die tijdelijke sluiting eens. Ter compensatie van de ontbrekende treinverbinding werden de busverbindingen verbeterd: richting Maastricht reed voortaan 4x per uur een bus, terwijl dat voorheen 2x per uur was. Daarnaast reed er 1x per uur een bus naar Visé.
Sinds 11 december 2011 stopt de stoptrein (L-trein) Liège-Guillemins - Maastricht weer in Eijsden. Er gaat ieder uur een trein naar Maastricht en een naar Luik. Vanaf 2015 is de treinverbinding aan Belgische zijde op weekdagen doorgetrokken naar Hasselt.

### Veerpont
Sinds 2004 vaart een veerpont, genaamd De Cramignon, dagelijks tussen Eijsden en het Belgische Ternaaien (Lanaye). Deze veerdienst vervoert alleen fietsers en voetgangers. Van 2009 tot 2012 was er een bootverbinding tussen Eijsden en Maastricht, die wegens gebrek aan belangstelling is opgeheven.

### Lokale omroep
Vanaf 2006, heeft Eijsden een eigen tv-zender onder de naam 'TVEijsden'. Hierop komen diverse onderwerpen aan bod, die te maken hebben met alles wat in Eijsden gebeurt. De uitzending van een halfuur wordt het hele etmaal herhaald gedurende 7 dagen. Van 2006 tot begin 2010 verzorgde radio Zuid FM uitzendingen op FM, kabel en internet.

## Folklore en verenigingsleven
Eijsden heeft diverse sport- en muziekverenigingen, waarvan de twee bekendste wellicht de beide harmonieën zijn. De Koninklijke Oude Harmonie (ook wel genoemd "de Blôw", vanwege het blauw in de uniformen). Dit orkest werd opgericht in 1874 en komt uit in de op een na hoogste klasse, namelijk de eerste divisie. De andere harmonie is de Koninklijke Harmonie Sainte Cécile (ook wel genoemd "de Roei", vanwege de rode kleur in de uniformen) werd opgericht in 1880 en komt tijdens muziekwedstrijden uit in de hoogste divisie voor harmonieorkesten, namelijk de concertafdeling.
Een jaarlijks terugkerend gebeuren in de meeste oude kernen en gehuchten van de gemeente is de Bronk in Eijsden, dat vroeg in de zomer plaatsvindt. Het feest begint op de zondagmorgen, twee weken na Pinksteren, met een religieuze processie, gevormd door allerlei gekostumeerde groepen, die de dorpspastoor begeleiden en gaat daarna gedurende twee à drie dagen verder met onder andere reidansen. Deze reidans, cramignon genaamd, is een gebruik dat is overgewaaid uit het nabijgelegen Wallonië. In de oude kernen van Caestert en Breust wordt tevens de Bronkmaandag gevierd. De jonkheden (jongeren boven de 16) organiseren het feest. In Caestert verzorgt de Jonkheid van Caestert (uit de kernen Laag-Caestert, Hoog-Caestert, Withuis, Station) het feest en in Breust, de Jonkheid van Breust (Oude kern Breust, Poelveld en Mariadorp). Bronkdinsdag viert de Jonkheid van Eijsden (kern Eijsden plus Plan Noord) haar eigen feest.

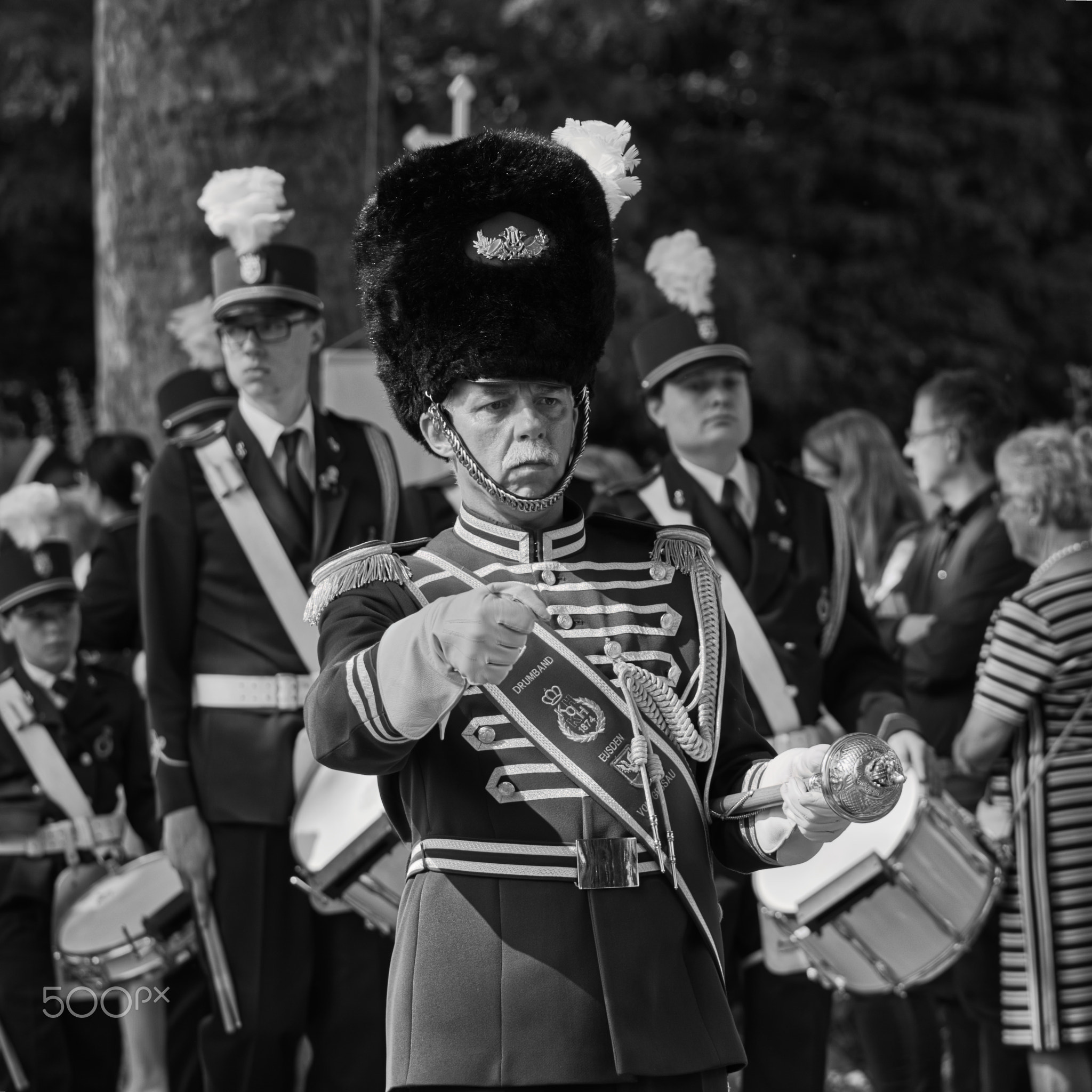
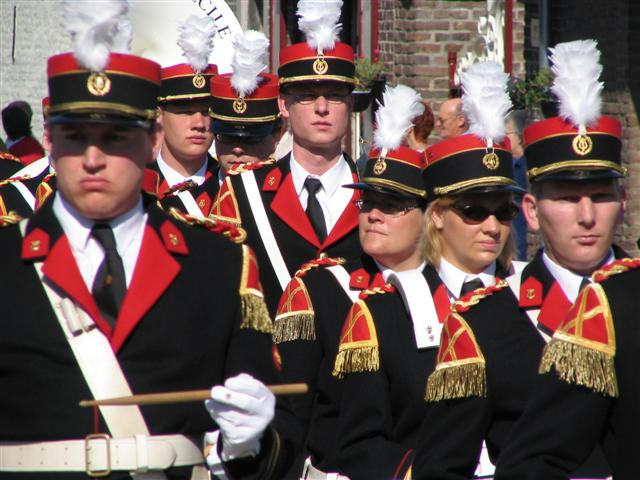
Koninklijke Harmonie Sainte Cécile Eijsden
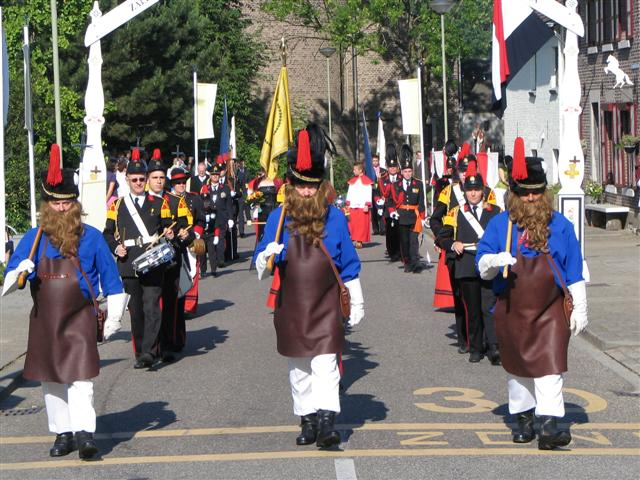
Bielemannen in de processie
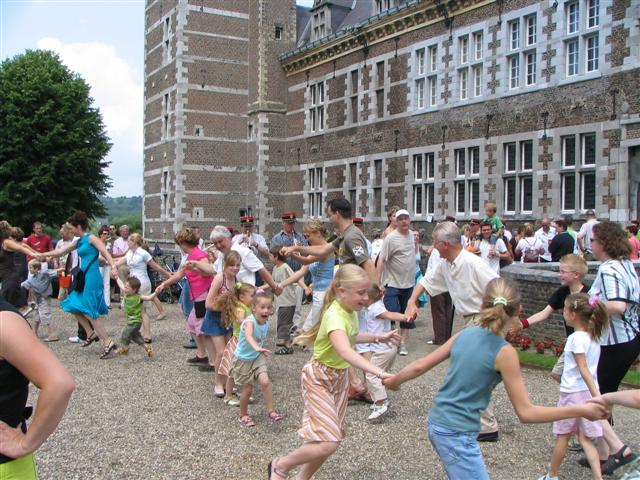
Eijsdense cramignon
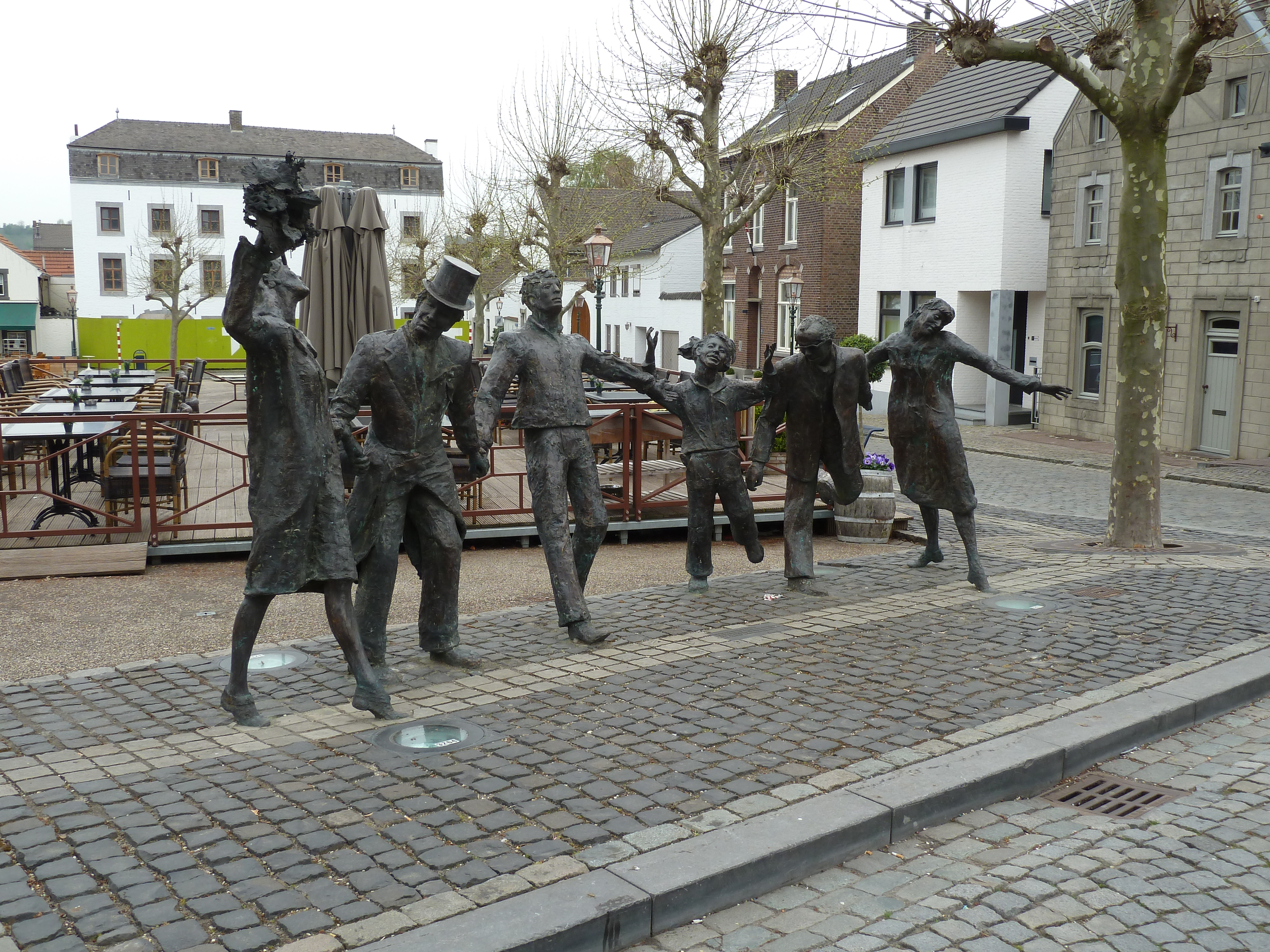
Beeld op de Vroenhof

## Trivia
- Eijsden is de plaats, waar in de jaren zeventig de televisieserie Dagboek van een herdershond werd opgenomen. Deze serie is in diverse landen uitgezonden.[4]

## Nabijgelegen kernen
Oost, Maarland, Rijckholt, Mariadorp, Withuis, Ternaaien (voetveer), Moelingen, Wezet.
Bovendien liggen in de nabijheid van Eijsden de buurtschappen Breust, Hoog-Caestert en Laag-Caestert.
Dorpen: Banholt · Bemelen · Cadier en Keer · Eckelrade · Eijsden · Gronsveld · Margraten · Mariadorp · Mesch · Mheer · Noorbeek · Oost-Maarland · Rijckholt · Scheulder · Sint Geertruid

Gehuchten & Buurtschappen: Berg · Bergenhuizen · Breust · Bruisterbosch · Gasthuis · Groot Welsden · Herkenrade · Honthem · Hoogcruts · Hoog-Caestert · Klein Welsden · Laag-Caestert · Libeek · Moerslag · 't Rooth · Schey · Schilberg · Sint Antoniusbank · Terhorst · Terlinden · Termaar · Ulvend · Vroelen · Wesch · Withuis · Wolfshuis

Limburg: Steden en dorpen      Nederland: Provincies · Gemeenten
Steden in Nederlands-Limburg (met stadsrechten): Echt · Gennep · Kessel · Maastricht · Montfort · Nieuwstadt · Roermond · Sittard · Susteren · Thorn · Valkenburg · Venlo · Weert · Wessem

Steden in Belgisch-Limburg (met stadsrechten): Beringen · Bilzen · Borgloon · Bree · Dilsen-Stokkem · Genk · Halen · Hamont-Achel · Hasselt · Herk-de-Stad · Lommel · Maaseik · Peer · Sint-Truiden · Tongeren

Plaatsen in Nederlands-Limburg (met stedelijke kenmerken): Arcen · Born · Eijsden · Heerlen · Kerkrade · Neeritter · Stein · Stevensweert · Urmond

Nederlands-Limburg: Steden en dorpen